# پخمه، ولی جسور
پخمه، ولی جسور (انگلیسی: Stupid, But Brave) یک فیلم کوتاه کمدی به کارگردان راسکو آرباکل است که در سال ۱۹۲۴ منتشر شد.

## گزیدهٔ بازیگران
- اَل سنت جان
- دوریس دین
- یوجین پلت
- کیوپی مورگان
- کلم بیچم
- جرج دیویس